# Solanum blanco-galdosii
Solanum blanco-galdosii är en potatisväxtart som beskrevs av Carlos M. Ochoa. Solanum blanco-galdosii ingår i släktet skattor som ingår i familjen potatisväxter. Inga underarter finns listade i Catalogue of Life.